# Шептицькі (герб)
Шептицький – шляхетський герб русько-польського походження, різновид герба Доленга.

## Опис герба
Герб блазонується нтак:
В червоному полі (за. Т. Чражанським, Е. Зерницьким-Шелігою і Т. Гайлем; блакитному за. З. Лещицею) срібна підкова з золотим лицарським хрестом на вигині, лівий кінець підкови пронизує знизу вгору срібна стріла (як варіант - правий кінець зверху вниз), трохи в бік щита вістрям до центру. У клейноді три пера страуса.
За словами Т. Зерницького і Т. Гайля з лівої сторони підкови стріла жалом вгору, трохи нахилена вліво. За словами Е. Зерницького герб має кграфську корону і девіз: "А cruce salus" (В Хресті - Спасіння). Щитотримачі з правого боку лев, природний, з іншого - гриф.

## Роди
Шептицькі (Szeptycki).
Barcewicz, Gidelski, Gedwił (Gidwiłło, Giedwiłło), Granicki, Hromyka, Jodziewicz, Kasperowicz, Ławcewicz, Makarewicz, Montwił (Montwiłło), Nejman, Peslewicz (Peszlewicz, Pieślewicz, Poslewicz, Poślewicz), Przewłocki, Rasulewicz (Razulewicz), Rupejko, Sempliński, Sempoliński, Strebejko, Sznabowicz, Sznarbachowski (Sznarbochowski), Szpakowski, Sztrem, Szukżda, Szystowski (Szysztowski), Wilbik.

### Відомі власники
- Микола Шептицький, полковник королівський, і ротмістр гусарський, брав участь у першій експедиції Станіслава Жолкевського.
- Василь Шептицький, в законі Варлаам, унійний львівський єпископ 1710-1715.
- Атанасій Шептицький, унійний львівський архієпископ 1724, митрополит руський 1724.
- Лев Людовик Шептицький, унійний львівський архієпископ 1747, митрополит руський 1778-79.
- Єронім Антоній Шептицький, католицький плоцький єпископ 1759, референт великого гетьмана 1761.
- Вікентій Лев Шептицький, 1808 лейтенант полку шволежеров Гвардії Наполеона1812 року-шеф ескадрону, 1814 полковник. Брав участь у битвах при Ваграмі, Бородіно та багатьох інших. Генерал листопадового повстання (пом. 1836).
- Іван Кантій Шептицький - аристократ з українського шляхетського роду Шептицьких, громадського-політичний діяч, посол Галицького сейму з І-ї курії великої земельної власности,отримав титул австрійського графа (1871) - скарбник - австрійський.
- Климентій Казимир Шептицький, священик греко-католицький, студит, депутат парламенту Австро-Угорщини. Блаженний римсько-католицької Церкви (пом. 1951).
- Роман Марія Олександр Шептицький, в законі Андрей, греко-католицький архієпископ - митрополит львівський та галицький (пом. 1944).
- Станіслав Шептицький, генерал-майор австрійської імператорської армії, генерал-лейтенант Польської армії (пом. 1950).